# Петар Кунић
Петар Кунић (Глиница код Слуња, 13. фебруар 1949) српски је универзитетски професор, доктор правних наука и политичар. Бивши је министар управе и локалне самоуправе Републике Српске, посланик у Представничком дому Парламентарне скупштине Босне и Херцеговине, функционер Демократског народног савеза (ДНС) и предсједник Нове снаге Српске (НСС). 

## Биографија
Петар Кунић је рођен 13. фебруара 1949. године у Глиници код Слуња, ФНРЈ. Пензионисани је редовни професор на Правном факултету у Бањој Луци на Катедри за управно, радно и социјално право, као и на Факултету политичких наука у Бањој Луци. Био је вршилац дужности декана Правног факултета.
Бивши је посланик у Представничком дому Парламентарне скупштине Босне и Херцеговине, потпредсједник Владе Републике Српске и министар управе и локалне самоуправе.

## Радови
Објавио је више од 50 научних и стручних радова. Његове најзначајније објављене монографије и уџбеници су:
- Управно право — општи и посебни дио, Бања Лука, 2001.
- Управно право, Бања Лука, 2008.
- Управно право — посебни дио, Бања Лука, 2008.
- Република Српска, држава са ограниченим суверенитетом, Бања Лука, 1997.